# Dominika Witkowska
Dominika Witkowska (* 23. Juni 1977 in Warschau) ist eine ehemalige polnische Squashspielerin.

## Karriere
Dominika Witkowska spielte von 2010 bis 2012 vereinzelt auf der PSA World Tour und erreichte ihre höchste Platzierung in der Weltrangliste mit Rang 84 im Juni 2012. Mit der polnischen Nationalmannschaft nahm sie 2009 zum ersten Mal an den Europameisterschaften teil und war bis 2017 siebenmal Mitglied des polnischen Kaders. Im Einzel stand sie zwischen 2008 und 2015 sechsmal im Hauptfeld, kam dabei aber nie über die erste Runde hinaus. Von 2005 bis 2007 wurde sie dreimal in Folge sowie nochmals von 2010 bis 2013 viermal in Folge und damit insgesamt siebenmal polnische Meisterin.

## Erfolge
- Polnische Meisterin: 7 Titel (2005–2007, 2010–2013)